# Asparagus oxyacanthus
Asparagus oxyacanthus är en sparrisväxtart som beskrevs av John Gilbert Baker. Asparagus oxyacanthus ingår i släktet sparrisar, och familjen sparrisväxter. Inga underarter finns listade i Catalogue of Life.